# Кринички (Гусятин)
Крини́чки — житловий район Гусятина, колишній хутір. Розташований за 2 км на північний захід від центра містечка.
Через район проходить автошлях автошлях Тернопіль—Гусятин, на північ — залізниця Копичинці—Ярмолинці.
Назва походить, імовірно, від потужних джерел, що утворюють тут криниці. Або від струмка Kierniczka 

## Історія
Судячи по мапах Хутір з'явився між 1783р-1887р. 

У міжвоєнний період у Криничках був фільварок.
У березні 1949 року на хуторі було 23 двори, проживало 135 жителів; у лютому 1952 р. — 23 двори, 125 осіб.
Від 1958 року належить до селища міського типу Гусятина, розташований у його північно-західній околиці.
З 1992 року на хуторі триває інтенсивне індивідуальне житлове будівництво.